# Newington Green

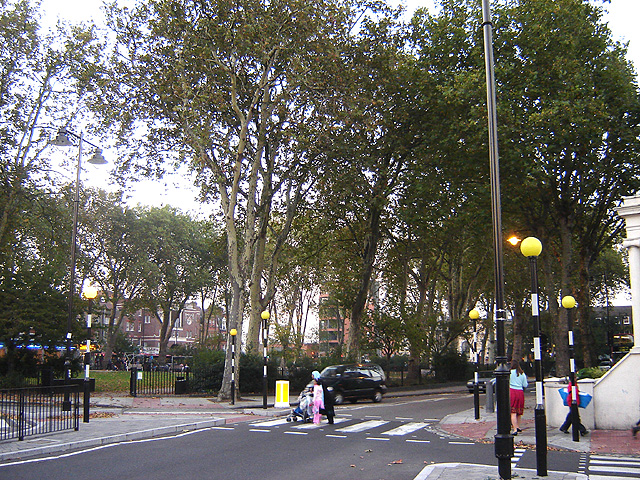
Newington Green, en regardant vers le nord-ouest à partir de Mildmay Park. Une moindre circulation et l'abondance des passages cloutés ont rendu tout son agrément à cet espace vert (octobre 2005).

Newington Green est un espace ouvert situé à Islington, une circonscription de Londres. La partie nord de cet espace se trouve en réalité dans la circonscription de Hackney, mais il convient de considérer l'ensemble de cet espace vert comme un tout. La zone de Newington Green est approximativement bordé par Ball's Pond Road au sud, Petherton Road à l'ouest, la ligne Green Lane-Mathias Road au nord, et Boleyn Road à l'est. Newington Green est rattaché au code postal N16.
Newington Green a connu une histoire riches en évènements. À son nom sont en effet attachés les souvenirs de Anne Boleyn et de son fiancé Henry Percy, de Samuel Pepys, de Sir Walter Mildmay. Les Dissenters, les dissidents anglais qui avaient fait sécession de l'Église d'Angleterre, avaient là certaines de leurs académies, les Dissenting academies.
L'Église unitarienne de Newington Green (Newington Green Unitarian Church) y fut créée en 1708. Mais la personne la plus importante à avoir vécu à Newington Green est certainement Mary Wollstonecraft, l'une des toutes premières féministes (avant même que le mot n'existe) qui y installa en 1784 l'école pour jeunes filles qu'elle venait de créer.